# Lliga dels Liberals Lliures
Lliga dels Liberals Lliures (neerlandès Bond van Vrije Liberalen, BVL) fou un partit polític neerlandeès, la primera organització oficial que va aplegar electoralment als diputats liberals conservadors. El 1877 es produïren divergències internes dins l'agrupació liberal entre conservadors i progressistes quan els conservadors donaren suport Kappeyne van Coppello, però tot i així el 1885 s'aplegaren dins la Unió Liberal. El 1894 tornaren a produir-se divergències per la relaxació del cens, i a les eleccions legislatives neerlandeses de 1894 alguns d'ells es presentaren per separat d'UL, liderats pel conservador Roëll, cosa que no els impedí formar part del govern del liberal van Tienhoven.
Els clubs liberals, de caràcter conservador, no s'organitzaren com a partit, però, fins al 1906; inicialment no tenien intenció d'estructurar-se com a partit, però les derrotes i pèrdues de vots davant el Partit Antirevolucionari i d'altres ben organitzats els van obligar a fer-ho. Després de les eleccions legislatives neerlandeses de 1909, on va obtenir 4 escons, fou enviat a l'oposició pel nou govern confessional; després de les eleccions de 1913 va fer una coalició amb la Unió Liberal amb la finalitat d'imposar el sufragi universal i les pensions estatals, i augmentà la seva representació.
Després del fracàs de les eleccions legislatives neerlandeses de 1918, quan va restar amb 3 escons, decidí unir-se al Partit Neutral, al Partit de Classe Mitjana i a la Lliga Econòmica per a fundar el Partit d'Estat Liberal.

## Resultats electorals
| Any  | Vots   | %    | Escons   | +/– | Govern   |
| ---- | ------ | ---- | -------- | --- | -------- |
| 1894 |        |      | 28 / 100 |     | Coalició |
| 1897 | 36,021 | 8.71 | 13 / 100 | 15  | Coalició |
| 1901 | 26,423 | 6.79 | 8 / 100  | 5   | Oposició |
| 1905 | 45,857 | 7.86 | 9 / 100  | 1   | Oposició |
| 1909 | 33,364 | 5.60 | 4 / 100  | 5   | Oposició |
| 1913 | 48,731 | 6.34 | 10 / 100 | 6   | Oposició |
| 1917 |        |      | 10 / 100 | =   | Oposició |
| 1918 | 50,999 | 3.80 | 4 / 100  | 6   | Oposició |